# Clero secolare
Nella Chiesa latina il clero secolare è l'insieme dei chierici (diaconi e presbiteri) ordinati per una Chiesa particolare (diocesi, prelatura territoriale, abbazia territoriale, vicariato apostolico, prefettura apostolica, amministrazione apostolica eretta stabilmente) o per una prelatura personale, incardinati nel clero di quella Chiesa particolare e soggetti al suo ordinario (vescovo, abate o prelato ordinario, vicario o prefetto apostolico...).
Coloro che intendono essere ascritti al clero secolare devono ricevere l'ordinazione diaconale dal vescovo proprio, cioè dall'ordinario della Chiesa particolare nella quale hanno il domicilio o al servizio della quale hanno deciso di dedicarsi; con il diaconato il chierico è incardinato nel clero della Chiesa locale.
Al clero secolare si affianca tradizionalmente il clero regolare, costituito dai chierici professi con voti perpetui (semplici o solenni) in un istituto religioso (ordine regolare o congregazione religiosa) e in esso incardinati.
Anticamente le norme canoniche limitavano alle diocesi e agli istituti religiosi la facoltà di incardinare chierici; questa visione restrittiva dell'istituto dell'incardinazione è stata superata con la riforma del Codice di diritto canonico del 1983, che ha esteso la facoltà di incardinare chierici alle società clericali di vita apostolica (anche se le costituzioni delle singole società possono prevedere, per i chierici in esse definitivamente incorporati, l'incardinazione nel clero della Chiesa particolare al cui servizio sono stati ammessi).
I chierici membri di un istituto secolare vengono, di norma, incardinati nella Chiesa particolare nella quale sono domiciliati o dove scelgono di svolgere il loro servizio ma, in forza di una concessione della Santa Sede, possono essere incardinati nell'istituto stesso.
Dal 2008 anche le associazioni pubbliche clericali di diritto pontificio che ne abbiano ottenuto la facoltà dalla Congregazione per il Clero possono incardinare chierici.